# 270e division de fusiliers (1re formation)
Pour les articles homonymes, voir 270e division.
La 270e division de fusiliers (russe : 270-я стрелковая дивизия ) est une division d'infanterie de l'Armée rouge active au début de la Grande Guerre patriotique. Formée en juillet 1941, elle est détruite fin mai 1942 lors de la deuxième bataille de Kharkov.

## Historique
La 270e division commence à se former le 10 juillet 1941 à Melitopol, dans le district militaire d'Odessa, sous le commandement du colonel Zaki Kutlin.  Ses principales unités de combat sont les 973e, 975e et 977e régiments de fusiliers, ainsi que le 810e régiment d'artillerie. Mise sur pied en un mois environ à partir de miliciens et de réservistes, la division est affectée à la 12e armée du front du Sud fin août. En septembre, elle est transférée à la 6e armée du front du Sud-Ouest. En janvier 1942, la 270e division participe à l'offensive Barvenkovo-Lozovaïa (en) au cours de laquelle les avancées soviétiques aboutissent à la formation d'un grand renflement à Izioum dans les lignes soviétiques au sud de Kharkov. À la fin du mois, la division aide à capturer le carrefour ferroviaire critique de Lozovaïa. 
Lors de l'attaque initiale de la deuxième bataille de Kharkov, le 270e est affectée au groupe d'armées Bobkine (de). Le groupe doit percer la ligne allemande dans le secteur de Kochparovka et Kiptivka (uk), capturer une ligne de front allant de de Dmitrovka à Seredovka (ru) pour permettre au 6e corps de cavalerie d'avancer à travers la brèche, jusqu'à Krasnograd. Le 11 mai, la veille du début de l'offensive, un régiment de la division est concentré en premier échelon aux côtés de la 393e division de fusiliers. Les deux régiments restants de la division défendent une ligne secondaire.
Les 393e et 270e divisions percent le 14 le flanc droit de 454e division de sécurité allemande, mais le général Timochenko, responsable de l'offensive soviétique, n'engage pas ses forces blindées pour exploiter la percée du groupe Bobkine. Continuant le lendemain à repousser la 454e division au-delà de la voie de chemin de fer Krasnograd-Lozovaïa, les deux divisions soviétiques font apparaître une brèche de 35 km de large entre les VIIIe et XIe corps allemands. Le lendemain, la division résiste à des contre-attaques allemandes et prend Garkouchino (ru).
Avant que la percée ne soit exploitée, les Allemands lancent une contre-attaque générale le 17 mai. La division tient sa position le 18 mais la contre-attaque allemande piège les forces soviétiques dans la poche d'Izioum. Repoussée le 22 mai par des attaques roumaines, la 270e fait partie des divisions anéanties lors des tentatives de sortie et est officiellement dissoute dès le 25 mai.

## Commandant
La division est commandée à partir du 10 juillet 1941 par le général Zaki Koutline (ru), tué le 25 mai 1942.